# Rià, Cirac i Orbanyà
Rià, Cirac i Orbanyà (Ria-Sirach-Urbanya en francès) va ser una comuna de la comarca nord-catalana del Conflent. Tingué una existència curta: deu anys. Fou fundada l'1 de març del 1973 per la fusió dels antics municipis independents de Rià i Cirac i Orbanyà, tot i que no hi havia continuïtat territorial entre ells, atès que la comuna de Conat s'hi interposava. Fou una fusió similar a moltes altres a la Catalunya del Nord fruit del despoblament de la zona. Les dues comunes originals fores restablertes el 1983.
Tenia el codi postal 66500.

## Batlles
| Data inicial | Fi del mandat | Nom          |
| 1973         | 1983          | Joseph Grand |